# وزارة مكافحة المخدرات (باكستان)
وزارة مكافحة المخدرات الباكستانية (بالأردوية: وزارتِ سدِّ بابِ منشیات ، پاکستان)‏ هي وزارة على المستوى الفيدرالي والتنفيذي تابعة للحكومة الباكستانية تم إنشاؤها في 4 أغسطس 2017 من قبل السياسي الباكستاني شهيد خاقان عباسي ( رئيس وزراء باكستان آنذاك ). تم إنشاء الوزارة منبثقة من وزارة الداخلية ومكافحة المخدرات ( أصبحت وزارة الداخلية الآن فقط). وكالتها أو وحدتها الوحيدة هي قوة مكافحة المخدرات .